# لوروا هاريس (لاعب كرة قدم أمريكية)
لوروا هاريس (بالإنجليزية: Leroy Harris)‏ هو لاعب كرة قدم أمريكية أمريكي، ولد في 3 يوليو 1954 في سافانا في الولايات المتحدة.

## وصلات خارجية
- لوروا هاريس على موقع مرجع كرة القدم المحترفة.كوم (الإنجليزية)